# سفیدگون
شورت یا مرلان (نام علمی: Merlangius merlangus) نام یک گونه از تیره روغن‌ماهیان است.